# Neolobivia xiphacantha
Neolobivia xiphacantha là một loài thực vật có hoa trong họ Cactaceae. Loài này được Y. Ito mô tả khoa học đầu tiên năm 1957.